# We'll Live and Die in These Towns
We'll Live and Die in These Towns è l'album di debutto del gruppo rock The Enemy. Edito il 9 luglio 2007, è entrato direttamente alla prima posizione delle classifiche degli album più venduti nel Regno Unito.

## Tracce
1. Aggro – 3:25
2. Away From Here – 3:02
3. Pressure – 3:18
4. Had Enough – 2:39
5. We'll Live and Die in These Towns – 3:54
6. You're Not Alone – 3:44
7. It's Not OK – 3:35
8. Technodanceaphobic – 2:34
9. 40 Days and 40 Nights – 3:36
10. This Song – 4:25
11. Happy Birthday Jane – 2:59

Bonus tracks:
1. Five Years (cover di una canzone di David Bowie) - 4:31
2. Fear Killed the Youth of our Nation - 3:31